# Kina (miasto)
Kina (arab. ‏قنا‎ ˈʔenæ, lokalnie [ˈɡena] kopt. ⲕⲱⲛⲏ Konē) – miasto w południowym Egipcie, ośrodek administracyjny muhafazy Kina, na wschodnim brzegu Nilu.